# Степанченко Ігор Олегович
Степанченко Ігор Олегович (нар. 14 квітня 1991; м. Ромни, Сумська обл.) 

## Біографія
Ігор Степанченко народився 14 квітня 1991 року в місті Ромни Сумської області у сім'ї військового (батько) та вчителя (мати).
Вперше до школи пішов у віці 6-ти років у селі Овлаші Роменського району. У віці 7-ми років разом з батьками переїздить до міста Конотоп у зв'язку зі зміною місця служби батька.
У 2008 році закінчує ЗОШ № 12 м. Конотоп. Цього ж року вступає до Національного транспортного університету, який успішно закінчує в 2013 році, здобуваючи першу вищу освіту.
2009 року розпочинає активну громадську діяльність.
2010 року на виборах до місцевих рад України обирається до Сквирської районної ради в Київській області. Стає одним з наймолодших депутатів районних рад в Україні.
В районній раді був членом постійної депутатської комісії з питань законності та правопорядку.
За час своєї каденції, відзначився активною проукраїнською позицією в районі та жорсткою боротьбою з «Партією регіонів» в раді.
2011—2014 рр. — приватний підприємець (ФОП).
У 2012 році закінчує Військовий інститут телекомунікацій та інформатизації та отримує звання молодшого лейтенанта Збройних сил України.
2013 року — стає помічником народного депутата України.
2014 року бере активну участь у «Революції Гідності». В результаті силових зіткнень з «Беркутом» зазнав два поранення.
З 2014 року, після початку вторгнення РФ в Україну, організовує всеукраїнський волонтерський рух «Білий Щит». Благодійний фонд займається технічним та матеріальним забезпеченням добровольчих батальйонів.
17 лютого — 20 грудня 2015 року очолює міжнародну юридичну компанію «SIO group».
З 23 грудня 2015 року і донині обіймає посаду першого заступника Конотопського міського голови. У разі відсутності міського голови виконує його обов'язки.
2017 року розпочав навчання в Національній академії державного управління при Президентові України.

## Діяльність на посаді заступника міського голови
Відзначився у розблокуванні транспортного колапсу в місті.
У грудні 2016 року був відповідальний за нормалізацію транспортного сполучення в місті, після того як місцеві перевізники висунули ультиматум владі про збільшення тарифу з 3-х до 6-ти грн. Перевізники припинили обслуговування населення до тих пір, доки тариф не буде відкориговано до 6-ти гривень.
В результаті, після масових протестів громади в підтримку місцевої влади про не збільшення тарифу, перевізникам довелося зменшити тариф до 2.50 грн, щоб залишитися на ринку перевезень в місті.
Організовував проведення всіх закупівель через систему «ProZorro». У 2016 році Конотоп вийшов на перше місце в Сумській області за темпами економічного розвитку.
Займався створенням комунального автобусного парку для пасажирських перевезень в місті.